# Humbert II. (Savoyen)
Humbert II. von Maurienne oder von Savoyen, genannt der Starke oder der Dicke (* um 1060 in Carignano; † 14. Oktober 1103 in Moutier, Frankreich) war Graf von Savoyen und der einzige Sohn von Amadeus II. und dessen Frau Johanna von Genf.

## Leben
Humbert II. war der sechste Graf von Maurienne, auch Herr über Bugey, Aosta und Chablais sowie von 1078 bis 1080 Markgraf von Susa und als Sohn von Amadeus II. auch Graf von Savoyen. Er hatte zunächst wohl die Absicht, sich am Ersten Kreuzzug zu beteiligen, hielt sich jedoch in den Jahren 1098 und 1100 in seiner Heimat auf und starb am 18. September 1103. Er war mit Gisela, einer Tochter des Grafen Wilhelm I. von Burgund, verheiratet, mit der er mehrere Kinder hatte:
- Amadeus III. (* 1092 oder 1095; † 30. August 1148 in Zypern), der seines Vaters Nachfolge antrat
- Wilhelm († 1130) wurde Bischof von Lüttich
- Renaud oder Rainald wurde Vorsteher der Abtei Saint-Maurice im Wallis
- Humbert († 1131)
- Adelheid ⚭ I Ludwig VI. König von Frankreich (Stammliste der Kapetinger). ⚭ II Matthäus I. de Montmorency († 1160), Connétable von Frankreich (Stammliste der Montmorency)
- Guy oder Guido wurde Abt von Namur
- Agnes ⚭ Archambault VII., Sire de Bourbon.

Humberts Bündnispolitik richtete sich nach Frankreich aus, wo er seine Tochter mit dem König verheiraten konnte – dies auch, um die Interessen des Hauses Savoyen in Italien verteidigen zu können.